# Armée de terre (Allemagne de l'Est)
L'armée de terre de l'Allemagne de l'Est (Landstreitkräfte der DDR- LaSK) est une armée qui a duré 34 ans, de la fondation de la Nationale Volksarmee (NVA) le 18 janvier 1956 à la dissolution de celle-ci le 2 octobre 1990. Élément fondamental et moteur des troupes du pacte de Varsovie, après avoir été considérée comme un acteur secondaire, elle est équipée de matériel d'origine essentiellement soviétique de technologie avancée. À l'issue de sa dissolution, une partie de ses capacités est alors absorbée par l'armée fédérale allemande (Bundeswehr). Le reste est soit  détruit dans le cadre du contrôle des armements conventionnels, soit restitué à la Russie. Une minorité de personnel est intégrée dans les cadres de la Bundeswehr, une partie importante est mise à la retraite d'office.

## Histoire
Malgré l'idéologie socialiste qui constitue ses bases politiques, l'armée de terre de la NVA conserve des traditions allemandes et notamment prussiennes qu'on retrouve dans ses uniformes, dans sa musique, dans ses traditions y compris dans sa manière de défiler.
Son histoire est assez similaire à celle de la Bundeswehr. Elle est d'abord construite sur les bases d'une force de police mobile, la Kasernierte Volkspolizei  (police populaire encasernée). Elle se constitue sur un encadrement issu de la Wehrmacht, mais dès le début des années 1960 tous ces vétérans sont mis à la retraite. Force composée de volontaire à l'origine, elle est transformée en force d'appelés par le rétablissement de la conscription en 1962.

## Missions
Comme pour toute armée du pacte de Varsovie, le principe premier de son action est l'offensive. La défensive ne doit être que temporaire et dans l'attente de la reprise du mouvement offensif.

## Articulation et composition

### Articulation
L'armée de terre de la NVA est divisée en armes (Waffengattung) et en armes et services spécialisés (Spezialtruppen und Dienste)
Les armes de la LaSK ont pour vocation de combattre sont :
- Les fusiliers motorisés (Motorisierte Schützentruppen)
- L'arme blindée (Panzertruppen)
- L'arme des missiles et de l'artillerie (Raketentruppen und Artillerie)
- L'artillerie antiaérienne (Truppenluftabwehr)
- Les troupes aéroportées (Luftlandetruppen)
- L'aviation légère de l'armée de terre (Armeefliegerkräfte)

Les armes et services spécialisés (Spezialtruppen und Dienste) ont pour vocation de soutenir les armes de combat. À ce titre elles sont détachées dans les unités à tous niveau ou constituent des unités à part. Elles sont :
- La reconnaissance (Aufklärungstruppen)
- Le génie (Pioniertruppe)
- Les transmissions (Nachrichtentruppen)
- La guerre électronique (Truppen und Einheiten funkelektronischer Kampf)
- La protection NBC (Truppen der chemischen Abwehr)
- Le matériel (Technische Truppen)
- Les services administratifs de l'arrière (Rückwärtige Dienste)
- Le service de construction des routes (Straßenbautruppen)
- Le service des chemins de fer (Eisenbahntruppen)
- Le train (Kfz-Transporttruppen)
- Les nageurs de combat (Kampfschwimmer)

Au plan fonctionnel, elle est divisée en quatre types d'unités :
- Les grandes unités  (Großverbände) : divisions, brigades
- Les unités formant corps (Verbände) : régiments, bataillons ou équivalent dans les autres armes
- Les unités élémentaires (Einheiten) : compagnie ou équivalent dans les autres armes
- Les parties d'unités (Teileinheiten) : section, groupe ou équivalent dans les autres armes

### Composition à partir des années 1970

#### Unités directement subordonnées au commandement de l'armée de terre
- Bases militaires de l'armée de terre est-allemande en 1986 (en allemand).Kommando Landstreitkräfte (de)
  - 40e brigade d'artillerie (de)
  - 40e régiment d'assaut aérien (de)
  - 40e centre d'entraînement technique

Bases militaires de l'armée de terre est-allemande en 1986 (en allemand).

  - 40e base d'entraînement des parachutistes
  - 40e centre d'entraînement aux missiles antiaériens
  - 40e bataillon (abteilung) de lance-roquettes multiples
  - 40e bataillon de génie
  - 40e bataillon de renseignement
  - 40e bataillon de construction
  - 40e bataillon de garde et de sûreté
  - 40e compagnie d'instruction des patrouilles militaires
  - 40e unité de maintenance
  - 40e terrain d'entraînement aquatique
  - 40e centre de calcul
  - 40e centre d'impression
  - 40e centre de messagerie et d'information
  - Corps de musique d'état-major

### Districts militaires
L'armée est-allemande est répartie en cinq districts militaires, dont seuls deux sont des entités territoriales au sens classique: le troisième et le cinquième, qui ont la charge respectivement du sud et du nord de la RDA. Les trois autres sont des entités administratives : le premier est le commandement de l'armée de terre et les unités qui lui sont subordonnées, le deuxième est l'armée de l'air et le quatrième est la marine. En cas de guerre et de mobilisation, les deux districts militaires de l'armée de terre auraient pu être transformés en armée (devenant respectivement la 3e armée et la 5e armée). Ces unités auraient alors été considérablement renforcées par la levée de cinq divisions de mobilisation (de) (soit plus de 72000 réservistes répartis entre les deux armées) dont les cadres auraient été fournis par des centres de mobilisation et des écoles de sous-officiers. La 94e division de fusiliers motorisés de la Garde soviétique serait également passée sous commandement de la 5e armée est-allemande.
- District militaire III (de) (Leipzig)
  - 4e division de fusiliers motorisés (de) (Erfurt)
  - 11e division de fusiliers motorisés (de) (Halle-sur-Saale)
  - 7e Panzerdivision (de) (Dresde)
  - Divisions de mobilisation (unités théoriquement activées en temps de guerre)[4] :
    - 6e division de fusiliers motorisés
    - 10e division de fusiliers motorisés
    - 17e division de fusiliers motorisés

  - 3e brigade de missiles (de) (Tautenhain)
  - 3e régiment d'artillerie (Leipzig)
  - 3e bataillon de lance-roquettes multiples (Eilenbourg)
  - 3e régiment de missiles antiaériens (Hohenmölsen)
  - 3e régiment de pionniers (Gera)
  - 3e régiment de pontonniers (Dessau)
  - 3e groupe de chasseurs de chars (Leipzig)
  - 3e escadron d'hélicoptères de combat (de) (Cottbus)
  - 3e régiment de renseignements (Leipzig)
  - 3e bataillon radio-technique (Leipzig)
  - 3e bataillon de reconnaissance radio et radiotechnique (Rudolstadt)
  - 3e bataillon de combat radio-électronique (Eilenbourg)
  - 3e bataillon de garde et de sûreté (Leipzig)
  - 3e bataillon de maintenance (Naunhof)
  - 3e bataillon de défense chimique (Bad Düben)

- District militaire V (de)
  - 1re division de fusiliers motorisés (de) (Potsdam)
  - 8e division de fusiliers motorisés (de) (Schwerin)
  - 9e Panzerdivision (de) (Eggesin)
  - Divisions de mobilisation (unités théoriquement activées en temps de guerre)[4] :
    - 19e division de fusiliers motorisés
    - 20e division de fusiliers motorisés
    - 94e division de fusiliers motorisés de la Garde (division soviétique censée passer sous commandement est-allemand en cas de guerre)

  - 5e brigade de missiles (de) (Viereck)
  - 5e régiment d'artillerie (Dabel)
  - 5e bataillon de lance-roquettes multiples (Dabel)
  - 5e groupe de chasseurs de chars (Dabel)
  - 5e régiment de missiles antiaériens (Stavenhagen)
  - 5e escadron d'hélicoptères de combat (de) (Stavenhagen)
  - 5e bataillon de reconnaissance radio et radiotechnique (Plattenburg)
  - 5e bataillon radio-technique (Stavenhagen)
  - 5e bataillon de combat radio-électronique (Goldberg)
  - 5e régiment de renseignements (Neubrandenbourg)
  - 5e régiment de construction (Neubrandenbourg)
  - 5e régiment de pionniers (Pasewalk)
  - 5e régiment de pontonniers (Havelberg)
  - 5e bataillon de débarquement et de transbordement (Havelberg)
  - 5e bataillon de défense chimique (Prenzlau)
  - 5e bataillon de garde et de sûreté (Neubrandenbourg)
  - 5e bataillon de sécurité du matériel (Pasewalk)

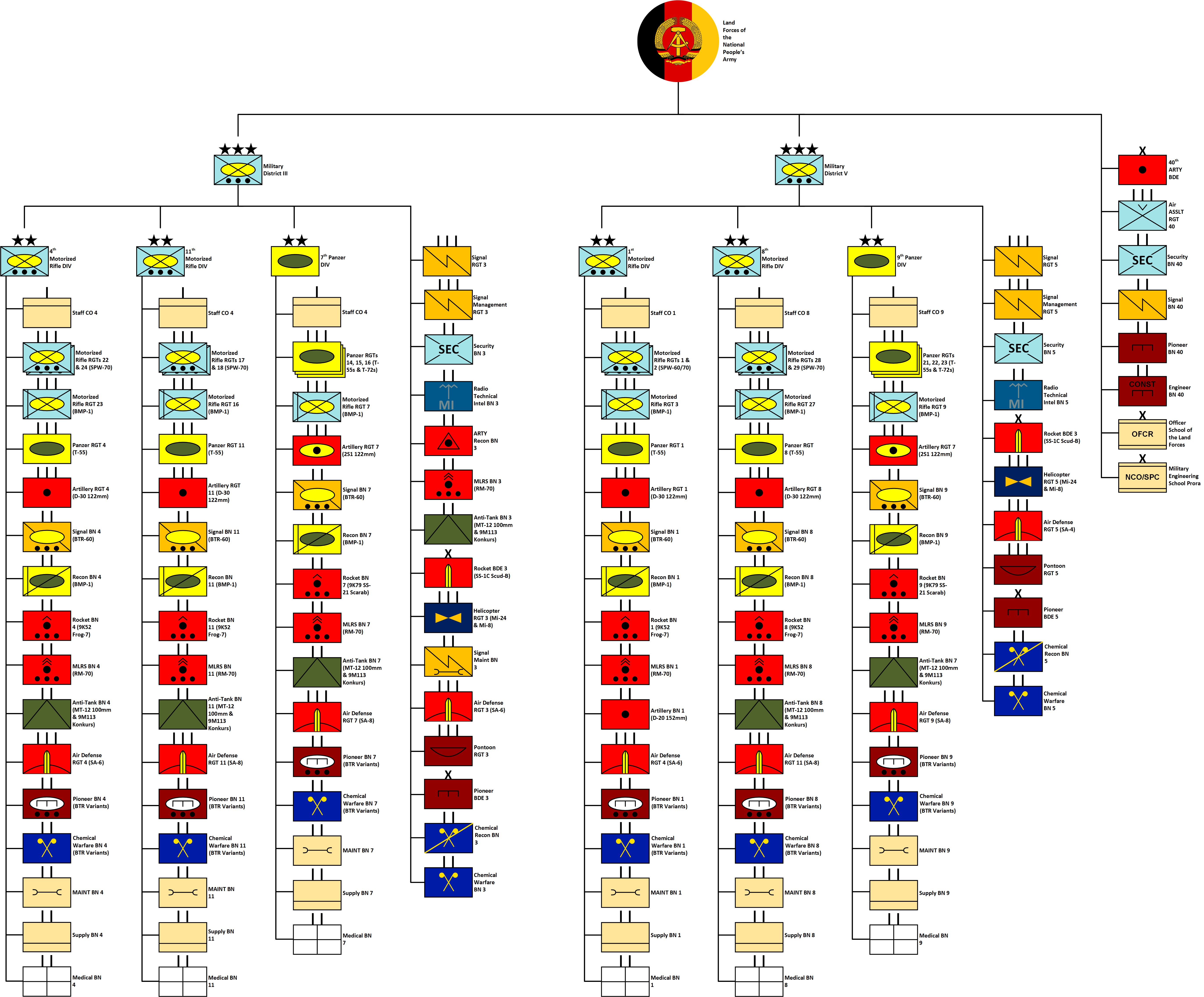
Ordre de bataille en temps de paix en 1988.

## Personnel
116 000 hommes dont 69 000 appelés en 1982. Lors de sa dissolution en 1990, elle disposait théoriquement de 105 850 militaires en temps de paix et nominal et 394 350 militaires en temps de guerre.

## Matériel
En 1982, l'armée de terre de la NVA dispose de:
- 1500 chars moyens T-54/-55, T-62 et T-72 et 1600 en dépôt dont un certain nombre de T-34 obsolètes.
- 500 engins de reconnaissance blindés de type BRDM-1 et -2
- 700 véhicules de combat d'infanterie blindés de type BMP-1/-2
- 1000 véhicules de combat d'infanterie blindés BTR-50, -60P, -152 et tracteurs d'artillerie de type MT-LB
- 335 obusiers automoteurs de 122 mm de type 2S1 Gvoszdika
- 100 canons tractés de 130 mm M-46 Mle 1954
- 72 obusiers tractés de 152 mm D-20 M Mle 1955
- 36 obusiers automoteurs de 152 mm de type 2S3 Akatsiya
- 108 lance-roquettes multiples de 122 mm RM-70
- 24 lanceurs de roquettes tactiques balistiques de type FROG-7
- 18 lanceurs de missiles balistiques opératifs et tactiques de type SCUD-B
- 250 lance-grenades d'infanterie de 122 mm de type Vasiliëk
- 120 canons antichar tractés de 100 mm et de 85 mm
- Missiles antichar AT-3 Sagger et AT-4 Spigot
- 36 canons antiaériens de 57 mm M-1950
- 96 affûts quadritubes chenillés de 23 mm de type ZSU-23-4
- Missiles antiaérien de type SA-4 Ganef, SA-6 Gainful, SA-7 Grail et SA-9 Gecko

L'arme de dotation de base est le fusil d'assaut AK-47 Kalachnikov fabriqué en RDA